# Júpiter LXIV
Júpiter LXIV (designació provisional S/2017 J 3) és un satèl·lit natural de Júpiter. Fou descobert per Scott S. Sheppard i el seu equip el 2017, i el seu descobriment fou anunciat el 17 de juliol de 2018 mitjançant la Minor Planet Electronic Circular del Minor Planet Center. Té aproximadament 2 quilòmetres de diàmetre i orbita el planeta a un semieix major d'uns 20.694.000 quilòmetres amb una inclinació d'uns 147,9°. Pertany al grup d'Ananké.